# Circuito de Baloncesto de la Costa del Pacífico 2023
La temporada 2023 de Chevron CIBACOPA fue la vigésima tercera edición del Circuito de Baloncesto de la Costa del Pacífico. El torneo comenzó el 8 de marzo de 2023 con ocho equipos de los estados de Baja California, Jalisco, Sinaloa y Sonora.

## Equipos
| Circuito de Baloncesto de la Costa del Pacífico 2023 |               |                              |                          |                                        |           |
| Equipo                                               | Miembro desde | Entrenador                   | Ciudad                   | Pabellón                               | Capacidad |
| Astros de Jalisco                                    | 2022          | Ariel Rearte                 | Guadalajara, Jalisco     | Arena Astros                           | 4,000     |
| Caballeros de Culiacán                               | 2001          | Mario Fernando Andriolo Sosa | Culiacán, Sinaloa        | Polideportivo Juan S Millán            | 2,000     |
| Halcones de Ciudad Obregón                           | 2016          | José Jesús Gutiérrez         | Ciudad Obregón, Sonora   | Arena ITSON                            | 3,500     |
| Ostioneros de Guaymas                                | 2008          | John Welch                   | Guaymas, Sonora          | Gimnasio Municipal de Guaymas          | 1,200     |
| Pioneros de Los Mochis                               | 2001          | Guillermo Edgardo Vecchio    | Los Mochis, Sinaloa      | Centro de Usos Múltiples de Los Mochis | 5,830     |
| Rayos de Hermosillo                                  | 2009          | Walter McCarthy              | Hermosillo, Sonora       | Arena Sonora                           | 3,500     |
| Venados de Mazatlán                                  | 2015          | Guillermo Correa Rodríguez   | Mazatlán, Sinaloa        | Lobo Dome                              | 8,000     |
| Zonkeys de Tijuana                                   | 2010          | Claudio Arrigoni             | Tijuana, Baja California | Auditorio Zonkeys                      | 4,888     |

## Temporada 2023

### Resultados
| Astros de Jalisco          | 106-73       | Zonkeys de Tijuana         | Arena Astros                        | 8 de marzo  | 20:00 |
| Astros de Jalisco          | 94-91        | Zonkeys de Tijuana         | Arena Astros                        | 10 de marzo | 20:00 |
| Halcones de Ciudad Obregón | 80-82        | Pioneros de Los Mochis     | Arena ITSON                         | 10 de marzo | 20:30 |
| Rayos de Hermosillo        | 79-74        | Ostioneros de Guaymas      | Arena Sonora                        | 10 de marzo | 20:30 |
| Astros de Jalisco          | 91-81        | Zonkeys de Tijuana         | Arena Astros                        | 11 de marzo | 20:00 |
| Caballeros de Culiacán     | 84-78        | Venados de Mazatlán        | Polideportivo Juan S Millán         | 11 de marzo | 20:20 |
| Pioneros de Los Mochis     | 91-78        | Halcones de Ciudad Obregón | Centro de Usos Múltiples Los Mochis | 11 de marzo | 20:20 |
| Ostioneros de Guaymas      | 141-140 6 TE | Rayos de Hermosillo        | Gimnasio Municipal de Guaymas       | 11 de marzo | 20:30 |
| Venados de Mazatlán        | 76-88        | Caballeros de Culiacán     | Lobo Dome                           | 12 de marzo | 19:00 |

| Zonkeys de Tijuana         | 74-81  | Ostioneros de Guaymas  | Auditorio Zonkeys                   | 14 de marzo | 20:00 |
| Halcones de Ciudad Obregón | 86-81  | Rayos de Hermosillo    | Arena ITSON                         | 14 de marzo | 20:15 |
| Pioneros de Los Mochis     | 98-86  | Caballeros de Culiacán | Centro de Usos Múltiples Los Mochis | 14 de marzo | 20:15 |
| Venados de Mazatlán        | 103-98 | Astros de Jalisco      | Lobo Dome                           | 14 de marzo | 20:15 |
| Zonkeys de Tijuana         | 82-75  | Ostioneros de Guaymas  | Auditorio Zonkeys                   | 15 de marzo | 20:00 |
| Halcones de Ciudad Obregón | 72-79  | Rayos de Hermosillo    | Arena ITSON                         | 15 de marzo | 20:15 |
| Pioneros de Los Mochis     | 97-98  | Caballeros de Culiacán | Centro de Usos Múltiples Los Mochis | 15 de marzo | 20:15 |
| Venados de Mazatlán        | 99-102 | Astros de Jalisco      | Lobo Dome                           | 15 de marzo | 20:15 |

| Astros de Jalisco      | 90-96  | Halcones de Ciudad Obregón | Arena Astros                  | 17 de marzo | 20:00 |
| Caballeros de Culiacán | 88-74  | Zonkeys de Tijuana         | Polideportivo Juan S Millán   | 17 de marzo | 20:15 |
| Rayos de Hermosillo    | 79-72  | Pioneros de Los Mochis     | Arena Sonora                  | 17 de marzo | 20:15 |
| Ostioneros de Guaymas  | 94-97  | Venados de Mazatlán        | Gimnasio Municipal de Guaymas | 17 de marzo | 20:15 |
| Astros de Jalisco      | 100-74 | Halcones de Ciudad Obregón | Arena Astros                  | 18 de marzo | 20:00 |
| Caballeros de Culiacán | 98-72  | Zonkeys de Tijuana         | Polideportivo Juan S Millán   | 18 de marzo | 20:15 |
| Rayos de Hermosillo    | 94-78  | Pioneros de Los Mochis     | Arena Sonora                  | 18 de marzo | 20:15 |
| Ostioneros de Guaymas  | 94-70  | Venados de Mazatlán        | Gimnasio Municipal de Guaymas | 18 de marzo | 20:15 |

| Astros de Jalisco          | 107-77  | Ostioneros de Guaymas | Arena Astros                        | 21 de marzo | 20:00 |
| Pioneros de Los Mochis     | 89-101  | Zonkeys de Tijuana    | Centro de Usos Múltiples Los Mochis | 21 de marzo | 20:15 |
| Caballeros de Culiacán     | 72-88   | Rayos de Hermosillo   | Polideportivo Juan S Millán         | 21 de marzo | 20:15 |
| Halcones de Ciudad Obregón | 103-105 | Venados de Mazatlán   | Arena ITSON                         | 21 de marzo | 20:15 |
| Astros de Jalisco          | 93-82   | Ostioneros de Guaymas | Arena Astros                        | 22 de marzo | 20:00 |
| Pioneros de Los Mochis     | 88-90   | Zonkeys de Tijuana    | Centro de Usos Múltiples Los Mochis | 22 de marzo | 20:15 |
| Caballeros de Culiacán     | 79-76   | Rayos de Hermosillo   | Polideportivo Juan S Millán         | 22 de marzo | 20:15 |
| Halcones de Ciudad Obregón | 101-80  | Venados de Mazatlán   | Arena ITSON                         | 22 de marzo | 20:15 |

| Zonkeys de Tijuana     | 93-80  | Halcones de Ciudad Obregón | Auditorio Zonkeys                   | 24 de marzo | 19:30 |
| Venados de Mazatlán    | 87-91  | Rayos de Hermosillo        | Lobo Dome                           | 24 de marzo | 20:15 |
| Ostioneros de Guaymas  | 78-72  | Caballeros de Culiacán     | Gimnasio Municipal de Guaymas       | 24 de marzo | 20:15 |
| Pioneros de Los Mochis | 96-91  | Astros de Jalisco          | Centro de Usos Múltiples Los Mochis | 24 de marzo | 20:15 |
| Zonkeys de Tijuana     | 86-72  | Halcones de Ciudad Obregón | Auditorio Zonkeys                   | 25 de marzo | 19:30 |
| Venados de Mazatlán    | 85-108 | Rayos de Hermosillo        | Lobo Dome                           | 25 de marzo | 20:15 |
| Ostioneros de Guaymas  | 89-92  | Caballeros de Culiacán     | Gimnasio Municipal de Guaymas       | 25 de marzo | 20:15 |
| Pioneros de Los Mochis | 82-102 | Astros de Jalisco          | Centro de Usos Múltiples Los Mochis | 25 de marzo | 20:15 |

| Rayos de Hermosillo    | 96-85  | Zonkeys de Tijuana         | Arena Sonora                  | 28 de marzo | 20:15 |
| Ostioneros de Guaymas  | 88-78  | Halcones de Ciudad Obregón | Gimnasio Municipal de Guaymas | 28 de marzo | 20:15 |
| Venados de Mazatlán    | 91-79  | Pioneros de Los Mochis     | Lobo Dome                     | 28 de marzo | 20:15 |
| Caballeros de Culiacán | 98-91  | Astros de Jalisco          | Polideportivo Juan S Millán   | 28 de marzo | 20:15 |
| Rayos de Hermosillo    | 89-77  | Zonkeys de Tijuana         | Arena Sonora                  | 29 de marzo | 20:15 |
| Ostioneros de Guaymas  | 101-83 | Halcones de Ciudad Obregón | Gimnasio Municipal de Guaymas | 29 de marzo | 20:15 |
| Venados de Mazatlán    | 100-96 | Pioneros de Los Mochis     | Lobo Dome                     | 29 de marzo | 20:15 |
| Caballeros de Culiacán | 82-84  | Astros de Jalisco          | Polideportivo Juan S Millán   | 29 de marzo | 20:15 |

| Astros de Jalisco          | 89-97  | Rayos de Hermosillo    | Arena Astros                        | 31 de marzo | 18:00 |
| Zonkeys de Tijuana         | 70-81  | Venados de Mazatlán    | Auditorio Zonkeys                   | 31 de marzo | 19:30 |
| Pioneros de Los Mochis     | 89-87  | Ostioneros de Guaymas  | Centro de Usos Múltiples Los Mochis | 31 de marzo | 20:15 |
| Halcones de Ciudad Obregón | 99-102 | Caballeros de Culiacán | Arena ITSON                         | 31 de marzo | 20:15 |
| Astros de Jalisco          | 99-95  | Rayos de Hermosillo    | Arena Astros                        | 1 de abril  | 18:00 |
| Zonkeys de Tijuana         | 102-62 | Venados de Mazatlán    | Auditorio Zonkeys                   | 1 de abril  | 19:30 |
| Pioneros de Los Mochis     | 97-93  | Ostioneros de Guaymas  | Centro de Usos Múltiples Los Mochis | 1 de abril  | 20:15 |
| Halcones de Ciudad Obregón | 113-94 | Caballeros de Culiacán | Arena ITSON                         | 1 de abril  | 20:15 |

| Rayos de Hermosillo        | 78-760 | Ostioneros de Guaymas  | Arena Sonora                | 4 de abril  | 20:15 |
| Halcones de Ciudad Obregón | 98-81  | Pioneros de Los Mochis | Arena ITSON                 | 4 de abril  | 20:15 |
| Caballeros de Culiacán     | 99-87  | Venados de Mazatlán    | Polideportivo Juan S Millán | 4 de abril  | 20:15 |
| Rayos de Hermosillo        | 84-83  | Ostioneros de Guaymas  | Arena Sonora                | 5 de abril  | 20:15 |
| Halcones de Ciudad Obregón | 84-94  | Pioneros de Los Mochis | Arena ITSON                 | 5 de abril  | 20:15 |
| Venados de Mazatlán        | 94-68  | Caballeros de Culiacán | Lobo Dome                   | 5 de abril  | 20:15 |
| Zonkeys de Tijuana         | 84-87  | Astros de Jalisco      | Auditorio Zonkeys           | 10 de abril | 19:30 |

| Zonkeys de Tijuana     | 77-85  | Astros de Jalisco'         | Auditorio Zonkeys             | 11 de abril | 19:30 |
| Rayos de Hermosillo    | 86-78  | Halcones de Ciudad Obregón | Arena Sonora                  | 11 de abril | 20:15 |
| Ostioneros de Guaymas  | 93-84  | Pioneros de Los Mochis     | Gimnasio Municipal de Guaymas | 11 de abril | 20:15 |
| Caballeros de Culiacán | 85-93  | Venados de Mazatlán        | Polideportivo Juan S Millán   | 11 de abril | 20:15 |
| Zonkeys de Tijuana     | 93-86  | Astros de Jalisco          | Auditorio Zonkeys             | 12 de abril | 19:30 |
| Rayos de Hermosillo    | 80-72  | Halcones de Ciudad Obregón | Arena Sonora                  | 12 de abril | 20:15 |
| Ostioneros de Guaymas  | 98-88  | Pioneros de Los Mochis     | Gimnasio Municipal de Guaymas | 12 de abril | 20:15 |
| Venados de Mazatlán    | 97-119 | Caballeros de Culiacán     | Lobo Dome                     | 12 de abril | 20:15 |

| Astros de Jalisco          | 113-84  | Venados de Mazatlán   | Arena Astros                        | 14 de abril | 20:00 |
| Halcones de Ciudad Obregón | 95-105  | Zonkeys de Tijuana    | Arena ITSON                         | 14 de abril | 20:15 |
| Pioneros de Los Mochis     | 66-85   | Rayos de Hermosillo   | Centro de Usos Múltiples Los Mochis | 14 de abril | 20:15 |
| Caballeros de Culiacán     | 81-101  | Ostioneros de Guaymas | Polideportivo Juan S Millán         | 14 de abril | 20:15 |
| Astros de Jalisco          | 98-103  | Venados de Mazatlán   | Arena Astros                        | 15 de abril | 18:00 |
| Halcones de Ciudad Obregón | 83-88   | Zonkeys de Tijuana    | Arena ITSON                         | 15 de abril | 20:15 |
| Pioneros de Los Mochis     | 106-109 | Rayos de Hermosillo   | Centro de Usos Múltiples Los Mochis | 15 de abril | 20:15 |
| Caballeros de Culiacán     | 85-82   | Ostioneros de Guaymas | Polideportivo Juan S Millán         | 15 de abril | 20:15 |

| Astros de Jalisco          | 104-88  | Pioneros de Los Mochis | Arena Astros | 18 de abril | 20:00 |
| Venados de Mazatlán        | 85-95   | Zonkeys de Tijuana     | Lobo Dome    | 18 de abril | 20:15 |
| Rayos de Hermosillo        | 92-86   | Caballeros de Culiacán | Arena Sonora | 18 de abril | 20:15 |
| Halcones de Ciudad Obregón | 92-78   | Ostioneros de Guaymas  | Arena ITSON  | 18 de abril | 20:15 |
| Astros de Jalisco          | 88-91   | Pioneros de Los Mochis | Arena Astros | 19 de abril | 20:00 |
| Venados de Mazatlán        | 96-94   | Zonkeys de Tijuana     | Lobo Dome    | 19 de abril | 20:15 |
| Rayos de Hermosillo        | 87-74   | Caballeros de Culiacán | Arena Sonora | 19 de abril | 20:15 |
| Halcones de Ciudad Obregón | 111-114 | Ostioneros de Guaymas  | Arena ITSON  | 19 de abril | 20:15 |

| Zonkeys de Tijuana    | 100-79  | Pioneros de Los Mochis     | Auditorio Zonkeys             | 25 de abril | 19:30 |
| Astros de Jalisco     | 88-83   | Caballeros de Culiacán     | Arena Astros                  | 25 de abril | 20:00 |
| Ostioneros de Guaymas | 77-93   | Rayos de Hermosillo        | Gimnasio Municipal de Guaymas | 25 de abril | 20:15 |
| Venados de Mazatlán   | 98-89   | Halcones de Ciudad Obregón | Lobo Dome                     | 25 de abril | 20:15 |
| Zonkeys de Tijuana    | 94-91   | Pioneros de Los Mochis     | Auditorio Zonkeys             | 26 de abril | 19:30 |
| Astros de Jalisco     | 87-89   | Caballeros de Culiacán     | Arena Astros                  | 26 de abril | 20:00 |
| Ostioneros de Guaymas | 84-93   | Rayos de Hermosillo        | Gimnasio Municipal de Guaymas | 26 de abril | 20:15 |
| Venados de Mazatlán   | 112-106 | Halcones de Ciudad Obregón | Lobo Dome                     | 26 de abril | 20:15 |

| Ostioneros de Guaymas  | 87-84  | Zonkeys de Tijuana         | Gimnasio Municipal de Guaymas       | 28 de abril | 20:15 |
| Rayos de Hermosillo    | 101-98 | Astros de Jalisco          | Arena Sonora                        | 28 de abril | 20:15 |
| Caballeros de Culiacán | 94-111 | Halcones de Ciudad Obregón | Polideportivo Juan S Millán         | 28 de abril | 20:15 |
| Pioneros de Los Mochis | 83-97  | Venados de Mazatlán        | Centro de Usos Múltiples Los Mochis | 28 de abril | 20:15 |
| Ostioneros de Guaymas  | 79-84  | Zonkeys de Tijuana         | Gimnasio Municipal de Guaymas       | 29 de abril | 20:15 |
| Rayos de Hermosillo    | 89-81  | Astros de Jalisco          | Arena Sonora                        | 29 de abril | 20:15 |
| Caballeros de Culiacán | 93-83  | Halcones de Ciudad Obregón | Polideportivo Juan S Millán         | 29 de abril | 20:15 |
| Pioneros de Los Mochis | 99-98  | Venados de Mazatlán        | Centro de Usos Múltiples Los Mochis | 29 de abril | 20:15 |

| Zonkeys de Tijuana         | 67-81   | Rayos de Hermosillo    | Auditorio Zonkeys           | 2 de mayo | 19:30 |
| Venados de Mazatlán        | 103-94  | Ostioneros de Guaymas  | Lobo Dome                   | 2 de mayo | 20:15 |
| Halcones de Ciudad Obregón | 122-121 | Astros de Jalisco      | Arena ITSON                 | 2 de mayo | 20:15 |
| Caballeros de Culiacán     | 87-86   | Pioneros de Los Mochis | Polideportivo Juan S Millán | 2 de mayo | 20:15 |
| Zonkeys de Tijuana         | 76-103  | Rayos de Hermosillo    | Auditorio Zonkeys           | 3 de mayo | 19:30 |
| Venados de Mazatlán        | 85-80   | Ostioneros de Guaymas  | Lobo Dome                   | 3 de mayo | 20:15 |
| Halcones de Ciudad Obregón | 92-89   | Astros de Jalisco      | Arena ITSON                 | 3 de mayo | 20:15 |
| Caballeros de Culiacán     | 97-103  | Pioneros de Los Mochis | Polideportivo Juan S Millán | 3 de mayo | 20:15 |

| Zonkeys de Tijuana     | 94-74      | Caballeros de Culiacán     | Auditorio Zonkeys                   | 5 de mayo | 19:30 |
| Rayos de Hermosillo    | 92-91      | Venados de Mazatlán        | Arena Sonora                        | 5 de mayo | 20:15 |
| Ostioneros de Guaymas  | 72-88      | Astros de Jalisco          | Gimnasio Municipal de Guaymas       | 5 de mayo | 20:15 |
| Pioneros de Los Mochis | 103-95     | Halcones de Ciudad Obregón | Centro de Usos Múltiples Los Mochis | 5 de mayo | 20:15 |
| Zonkeys de Tijuana     | 84-79      | Caballeros de Culiacán     | Auditorio Zonkeys                   | 6 de mayo | 19:30 |
| Rayos de Hermosillo    | 87-100     | Venados de Mazatlán        | Arena Sonora                        | 6 de mayo | 20:15 |
| Ostioneros de Guaymas  | 102-107 TE | Astros de Jalisco          | Gimnasio Municipal de Guaymas       | 6 de mayo | 20:15 |
| Pioneros de Los Mochis | 97-93      | Halcones de Ciudad Obregón | Centro de Usos Múltiples Los Mochis | 6 de mayo | 20:15 |

| Astros de Jalisco      | 85-91  | Venados de Mazatlán        | Arena Astros                        | 8 de mayo | 20:00 |
| Pioneros de Los Mochis | 76-77  | Zonkeys de Tijuana         | Centro de Usos Múltiples Los Mochis | 8 de mayo | 20:15 |
| Rayos de Hermosillo    | 97-105 | Halcones de Ciudad Obregón | Arena Sonora                        | 8 de mayo | 20:15 |
| Caballeros de Culiacán | 89-81  | Ostioneros de Guaymas      | Polideportivo Juan S Millán         | 8 de mayo | 20:15 |
| Astros de Jalisco      | 87-86  | Venados de Mazatlán        | Arena Astros                        | 9 de mayo | 20:00 |
| Pioneros de Los Mochis | 100-99 | Zonkeys de Tijuana         | Centro de Usos Múltiples Los Mochis | 9 de mayo | 20:15 |
| Rayos de Hermosillo    | 88-83  | Halcones de Ciudad Obregón | Arena Sonora                        | 9 de mayo | 20:15 |
| Caballeros de Culiacán | 86-91  | Ostioneros de Guaymas      | Polideportivo Juan S Millán         | 9 de mayo | 20:15 |

| Zonkeys de Tijuana         | 99-91   | Astros de Jalisco      | Auditorio Zonkeys             | 12 de mayo | 19:30 |
| Ostioneros de Guaymas      | 88-104  | Rayos de Hermosillo    | Gimnasio Municipal de Guaymas | 12 de mayo | 20:15 |
| Halcones de Ciudad Obregón | 102-98  | Pioneros de Los Mochis | Arena ITSON                   | 12 de mayo | 20:15 |
| Venados de Mazatlán        | 96-105  | Caballeros de Culiacán | Lobo Dome                     | 12 de mayo | 20:15 |
| Zonkeys de Tijuana         | 92-87   | Astros de Jalisco      | Auditorio Zonkeys             | 13 de mayo | 19:30 |
| Venados de Mazatlán        | 99-111  | Caballeros de Culiacán | Lobo Dome                     | 13 de mayo | 18:15 |
| Ostioneros de Guaymas      | 80-89   | Rayos de Hermosillo    | Gimnasio Municipal de Guaymas | 13 de mayo | 20:15 |
| Halcones de Ciudad Obregón | 121-128 | Pioneros de Los Mochis | Arena ITSON                   | 13 de mayo | 20:15 |

Fuente: Calendario Chevron CIBACOPA 2023

### Clasificación
JJ = Juegos Jugados, JG = Juegos Ganados, JP = Juegos Perdidos, % = Porcentaje, PTOS = Puntos Obtenidos
|   | Equipo                     | JJ | JG | JP | %     | PTOS |
| - | -------------------------- | -- | -- | -- | ----- | ---- |
| 1 | Rayos de Hermosillo        | 16 | 12 | 4  | 0.750 | 8    |
| 2 | Astros de Jalisco          | 16 | 11 | 5  | 0.688 | 7    |
| 3 | Caballeros de Culiacán     | 16 | 10 | 6  | 0.625 | 6    |
| 4 | Venados de Mazatlán        | 16 | 7  | 9  | 0.438 | 5.5  |
| 5 | Pioneros de Los Mochis     | 16 | 7  | 9  | 0.438 | 5    |
| 6 | Ostioneros de Guaymas      | 16 | 6  | 10 | 0.375 | 4.5  |
| 7 | Zonkeys de Tijuana         | 16 | 6  | 10 | 0.375 | 4    |
| 8 | Halcones de Ciudad Obregón | 16 | 5  | 11 | 0.313 | 3.5  |

|   | Equipo                     | JJ | JG | JP | %     | PTOS |
| - | -------------------------- | -- | -- | -- | ----- | ---- |
| 1 | Rayos de Hermosillo        | 18 | 16 | 2  | 0.889 | 8    |
| 2 | Zonkeys de Tijuana         | 18 | 12 | 6  | 0.667 | 7    |
| 3 | Venados de Mazatlán        | 18 | 10 | 8  | 0.556 | 6    |
| 4 | Caballeros de Culiacán     | 18 | 8  | 10 | 0.444 | 5.5  |
| 5 | Astros de Jalisco          | 18 | 7  | 11 | 0.389 | 5    |
| 6 | Pioneros de Los Mochis     | 18 | 7  | 11 | 0.389 | 4.5  |
| 7 | Halcones de Ciudad Obregón | 18 | 6  | 12 | 0.333 | 4    |
| 8 | Ostioneros de Guaymas      | 18 | 6  | 12 | 0.333 | 3.5  |

Clasificación General
|   | Equipo                     | V1  | V2  | PTOS |
| - | -------------------------- | --- | --- | ---- |
| 1 | Rayos de Hermosillo        | 8   | 8   | 16   |
| 2 | Astros de Jalisco          | 7   | 5   | 12   |
| 3 | Caballeros de Culiacán     | 6   | 5.5 | 11.5 |
| 4 | Venados de Mazatlán        | 5.5 | 6   | 11.5 |
| 5 | Zonkeys de Tijuana         | 4   | 7   | 11   |
| 6 | Pioneros de Los Mochis     | 5   | 4.5 | 9.5  |
| 7 | Ostioneros de Guaymas      | 4.5 | 3.5 | 8    |
| 8 | Halcones de Ciudad Obregón | 3.5 | 4   | 7.5  |

- Fuente: Standing; actualización automática

### Playoffs
|  | Cuartos de final | Cuartos de final | Cuartos de final |            |   | Semifinales     | Semifinales     | Semifinales     |  |   | Final            | Final            | Final            |  |
|  | 19 - 30 de mayo  | 19 - 30 de mayo  | 19 - 30 de mayo  |            |   | 2 - 13 de junio | 2 - 13 de junio | 2 - 13 de junio |  |   | 16 - 27 de junio | 16 - 27 de junio | 16 - 27 de junio |  |
|  |                  |                  |                  |            |   |                 |                 |                 |  |   |                  |                  |                  |  |
|  |                  |                  |                  |            |   |                 |                 |                 |  |   |                  |                  |                  |  |
|  | 1                | Rayos            | 4                |            |   |                 |                 |                 |  |   |                  |                  |                  |  |
|  | 1                | Rayos            | 4                |            |   |                 |                 |                 |  |   |                  |                  |                  |  |
|  | 8                | Halcones         | 1                |            |   |                 |                 |                 |  |   |                  |                  |                  |  |
|  | 8                | Halcones         | 1                |            | 1 | Rayos           | 4               |                 |  |   |                  |                  |                  |  |
|  |                  |                  |                  |            | 1 | Rayos           | 4               |                 |  |   |                  |                  |                  |  |
|  |                  |                  | 5                | Zonkeys    | 2 |                 |                 |                 |  |   |                  |                  |                  |  |
|  | 4                | Venados          | 5                | Zonkeys    | 2 | 1               |                 |                 |  |   |                  |                  |                  |  |
|  | 4                | Venados          |                  |            |   |                 |                 |                 |  |   |                  |                  |                  |  |
|  | 5                | Zonkeys          | 4                |            |   |                 |                 |                 |  |   |                  |                  |                  |  |
|  | 5                | Zonkeys          | 4                |            |   |                 |                 |                 |  | 1 | Rayos            | 2                |                  |  |
|  |                  |                  |                  |            |   |                 |                 |                 |  | 1 | Rayos            | 2                |                  |  |
|  |                  |                  | 2                | Astros     | 4 |                 |                 |                 |  |   |                  |                  |                  |  |
|  | 2                | Astros           | 2                | Astros     | 4 | 4               |                 |                 |  |   |                  |                  |                  |  |
|  | 2                | Astros           |                  |            |   |                 |                 |                 |  |   |                  |                  |                  |  |
|  | 7                | Ostioneros       | 2                |            |   |                 |                 |                 |  |   |                  |                  |                  |  |
|  | 7                | Ostioneros       | 2                |            | 2 | Astros          | 4               |                 |  |   |                  |                  |                  |  |
|  |                  |                  |                  |            | 2 | Astros          | 4               |                 |  |   |                  |                  |                  |  |
|  |                  |                  | 3                | Caballeros | 1 |                 |                 |                 |  |   |                  |                  |                  |  |
|  | 3                | Caballeros       | 3                | Caballeros | 1 | 4               |                 |                 |  |   |                  |                  |                  |  |
|  | 3                | Caballeros       |                  |            |   |                 |                 |                 |  |   |                  |                  |                  |  |
|  | 6                | Pioneros         | 1                |            |   |                 |                 |                 |  |   |                  |                  |                  |  |
|  | 6                | Pioneros         | 1                |            |   |                 |                 |                 |  |   |                  |                  |                  |  |
|  |                  |                  |                  |            |   |                 |                 |                 |  |   |                  |                  |                  |  |

#### Cuartos de final

##### (1)Rayos de Hermosillovs. (8)Halcones de Ciudad Obregón
| 19 de mayo, 20:00 | Rayos de Hermosillo                                                 | 90–87 TE             | Halcones de Ciudad Obregón                                     | Hermosillo, Sonora                                             |  |
|                   | Parciales: 32-17, 17-13, 16-28, 13-20 (T.E.: 12-9)                  |                      |                                                                |                                                                |  |
|                   | Estadísticas Jimond Ivey (28) Jimond Ivey (10) Terrence Drisdom (5) | Reporte Pts Reb Asts | Estadísticas (27) Tony Farmer (22) Tony Farmer (6) Tony Farmer | Pabellón: Arena Sonora Árbitros: A. Sánchez P. Salgado A. Peña |  |

| 20 de mayo, 20:00 | Rayos de Hermosillo                                              | 86–82                | Halcones de Ciudad Obregón                                     | Hermosillo, Sonora                                               |  |
|                   | Parciales: 14-15, 20-17, 27-29, 25-21                            |                      |                                                                |                                                                  |  |
|                   | Estadísticas Jabari Bird (22) Aaron Wheeler (8) Jimond Ivey (12) | Reporte Pts Reb Asts | Estadísticas (42) Tony Farmer (18) Tony Farmer (8) James Whitt | Pabellón: Arena Sonora Árbitros: V. Torres A. López A. Hernández |  |

| 23 de mayo, 20:00 | Halcones de Ciudad Obregón                                     | 81–82                | Rayos de Hermosillo                                                         | Ciudad Obregón, Sonora                                           |  |
|                   | Parciales: 25-26, 17-10, 20-29, 19-17                          |                      |                                                                             |                                                                  |  |
|                   | Estadísticas James Whitt (22) Tony Farmer (11) James Whitt (5) | Reporte Pts Reb Asts | Estadísticas (36) Jimond Ivey (10) A. Wheeler, T. Drisdom (4) Nojel Eastern | Pabellón: Arena ITSON Árbitros: R. Rodea R. Valenzuela R. García |  |

| 24 de mayo, 20:00 | Halcones de Ciudad Obregón                                         | 117–90               | Rayos de Hermosillo                                             | Ciudad Obregón, Sonora                                        |  |
|                   | Parciales: 36-24, 30-23, 24-25, 27-18                              |                      |                                                                 |                                                               |  |
|                   | Estadísticas James Whitt (35) Grantham Gillard (9) James Whitt (4) | Reporte Pts Reb Asts | Estadísticas (16) Jimond Ivey (7) Aaron Wheeler (4) Jimond Ivey | Pabellón: Arena ITSON Árbitros: A. Sánchez P. Salgado A. Peña |  |

| 26 de mayo, 20:00 | Halcones de Ciudad Obregón                                               | 93–111               | Rayos de Hermosillo                                                  | Ciudad Obregón, Sonora                                        |  |
|                   | Parciales: 16-31, 22-28, 24-24, 31-28                                    |                      |                                                                      |                                                               |  |
|                   | Estadísticas Tony Farmer (26) Tony Farmer (11) J. Estrada, T. Farmer (4) | Reporte Pts Reb Asts | Estadísticas (35) Jimond Ivey (7) Aaron Wheeler (5) Terrence Drisdom | Pabellón: Arena ITSON Árbitros: A. López O. Tirado L. Salazar |  |

##### (2)Astros de Jaliscovs. (7)Ostioneros de Guaymas
| 19 de mayo, 20:00 | Astros de Jalisco                                                            | 107–105              | Ostioneros de Guaymas                                                         | Guadalajara, Jalisco                                             |  |
|                   | Parciales: 22-19, 30-17, 31-27, 24-42                                        |                      |                                                                               |                                                                  |  |
|                   | Estadísticas Jordan Loveridge (25) Jordan Loveridge (7) Jerime Anderson (12) | Reporte Pts Reb Asts | Estadísticas (28) Markel Crawford (7) Marvin Cairo Vives (14) Roddy Peters Jr | Pabellón: Arena Astros Árbitros: V. Torres A. López Z. Achutegui |  |

| 20 de mayo, 18:00 | Astros de Jalisco                                                         | 97–88                | Ostioneros de Guaymas                                                   | Guadalajara, Jalisco                                                 |  |
|                   | Parciales: 21-26, 24-13, 29-27, 23-22                                     |                      |                                                                         |                                                                      |  |
|                   | Estadísticas Chaqwan Whaley (21) Chaqwan Whaley (11) Jerime Anderson (12) | Reporte Pts Reb Asts | Estadísticas (26) Markel Crawford (8) Anthony Smith (5) Roddy Peters Jr | Pabellón: Arena Astros Árbitros: A. Sánchez P. Salgado F. Valenzuela |  |

| 23 de mayo, 21:15 | Ostioneros de Guaymas                                                   | 97–98                | Astros de Jalisco                                                              | Guaymas, Sonora                                                                   |  |
|                   | Parciales: 27-25, 19-20, 21-30, 30-23                                   |                      |                                                                                |                                                                                   |  |
|                   | Estadísticas Anthony Smith (29) Antwon Lillard (8) Roddy Peters Jr (10) | Reporte Pts Reb Asts | Estadísticas (26) LaGerald Vick (11) Chaqwan Whaley (5) K. Rodríguez, S. Ponds | Pabellón: Gimnasio Municipal de Guaymas Árbitros: C. Domínguez J. López O. Tirado |  |

| 24 de mayo, 21:15 | Ostioneros de Guaymas                                                 | 101–91               | Astros de Jalisco                                                              | Guaymas, Sonora                                                                 |  |
|                   | Parciales: 28-23, 19-24, 29-23, 25-21                                 |                      |                                                                                |                                                                                 |  |
|                   | Estadísticas Antwon Lillard (30) Anthony Tarke (9) Antwon Lillard (5) | Reporte Pts Reb Asts | Estadísticas (29) Jordan Loveridge (7) S. Ponds, C. Whaley (4) Jerime Anderson | Pabellón: Gimnasio Municipal de Guaymas Árbitros: R. rodea L. Salazar R. García |  |

| 26 de mayo, 21:15 | Ostioneros de Guaymas                                                                  | 99–96                | Astros de Jalisco                                                      | Guaymas, Sonora                                                                        |  |
|                   | Parciales: 17-29, 33-18, 30-28, 19-21                                                  |                      |                                                                        |                                                                                        |  |
|                   | Estadísticas Marvin Cairo Vives (25) A. Lillard, M. Cairo Vives (7) Antwon Lillard (9) | Reporte Pts Reb Asts | Estadísticas (21) Chaqwan Whaley (13) Chaqwan Whaley (5) LaGerald Vick | Pabellón: Gimnasio Municipal de Guaymas Árbitros: V. Torres F. Valenzuela K. Domínguez |  |

| 29 de mayo, 20:00 | Astros de Jalisco                                                       | 111–90               | Ostioneros de Guaymas                                                                   | Guadalajara, Jalisco                                           |  |
|                   | Parciales: 26-14, 29-27, 24-20, 32-29                                   |                      |                                                                                         |                                                                |  |
|                   | Estadísticas LaGerald Vick (29) Jonathan Machado (8) Shamorie Ponds (8) | Reporte Pts Reb Asts | Estadísticas (19) M. Crawford, M. Cairo Vives (11) Marvin Cairo Vives (7) Anthony Smith | Pabellón: Arena Astros Árbitros: G. Ramírez A. López E. Franco |  |

##### (3)Caballeros de Culiacánvs. (6)Pioneros de Los Mochis
| 19 de mayo, 20:00 | Caballeros de Culiacán                                                                     | 105–103 TE           | Pioneros de Los Mochis                                                         | Culiacán, Sinaloa                                                                    |  |
|                   | Parciales: 25-18, 20-25, 22-20, 24-28 (T.E.: 14-12)                                        |                      |                                                                                |                                                                                      |  |
|                   | Estadísticas Michael Jackson Wright (23) Michael Jackson Wright (12) Jarron Cumberland (5) | Reporte Pts Reb Asts | Estadísticas (33) Jordan Stevens Adam (11) Quintin Alexander (3) Daniel Dingle | Pabellón: Polideportivo Juan S Millán Árbitros: K. Domínguez F. Valenzuela R. García |  |

| 20 de mayo, 20:00 | Caballeros de Culiacán                                                           | 112–115              | Pioneros de Los Mochis                                                             | Culiacán, Sinaloa                                                               |  |
|                   | Parciales: 32-31, 28-30, 19-23, 33-31                                            |                      |                                                                                    |                                                                                 |  |
|                   | Estadísticas Jarron Cumberland (34) Jarron Cumberland (10) Jarron Cumberland (7) | Reporte Pts Reb Asts | Estadísticas (33) Kennedy Jones Jr. (13) Quintin Alexander (5) Jordan Stevens Adam | Pabellón: Polideportivo Juan S Millán Árbitros: R. Rodea E. Franco Z. Achutegui |  |

| 23 de mayo, 20:00 | Pioneros de Los Mochis                                                        | 77–89                | Caballeros de Culiacán                                                                        | Los Mochis, Sinaloa                                                                         |  |
|                   | Parciales: 18-25, 19-25, 23-17, 17-22                                         |                      |                                                                                               |                                                                                             |  |
|                   | Estadísticas Kennedy Jones Jr. (20) Kennedy Jones Jr. (11) Jamar Sandifer (3) | Reporte Pts Reb Asts | Estadísticas (28) Michael Jackson Wright (10) M. Jackson, J. Hughes III (6) Jarron Cumberland | Pabellón: Centro de Usos Múltiples de Los Mochis Árbitros: A. Sánchez P. Salgado L. Salazar |  |

| 24 de mayo, 20:00 | Pioneros de Los Mochis                                                     | 89–90                | Caballeros de Culiacán                                                     | Los Mochis, Sinaloa                                                                            |  |
|                   | Parciales: 25-19, 20-24, 23-22, 21-25                                      |                      |                                                                            |                                                                                                |  |
|                   | Estadísticas Jordan Stevens (21) Quintin Alexander (13) Jordan Stevens (5) | Reporte Pts Reb Asts | Estadísticas (27) Teyvion Kirk (9) Jarron Cumberland (5) Jarron Cumberland | Pabellón: Centro de Usos Múltiples de Los Mochis Árbitros: K. Domínguez F. Valenzuela A. López |  |

| 26 de mayo, 20:00 | Pioneros de Los Mochis                                                     | 112–116 TE           | Caballeros de Culiacán                                                    | Los Mochis, Sinaloa                                                                      |  |
|                   | Parciales: 33-26, 22-19, 14-22, 23-25 (T.E.: 20-24)                        |                      |                                                                           |                                                                                          |  |
|                   | Estadísticas Jordan Stevens (30) Quintin Alexander (18) Jordan Stevens (5) | Reporte Pts Reb Asts | Estadísticas (43) Jarron Cumberland (10) Ted Kapita (6) Jarron Cumberland | Pabellón: Centro de Usos Múltiples de Los Mochis Árbitros: A. Sánchez E. Franco G. López |  |

##### (4)Venados de Mazatlánvs. (5)Zonkeys de Tijuana
| 19 de mayo, 20:00 | Venados de Mazatlán                                                         | 109–111 3TE          | Zonkeys de Tijuana                                                   | Mazatlán, Sinaloa                                          |  |
|                   | Parciales: 20-23, 25-23, 19-22, 16-12 (T.E.: 11-11, 12-12, 6-8)             |                      |                                                                      |                                                            |  |
|                   | Estadísticas Alonzo Stafford Jr (28) Jeff Ledbetter (12) Jeff Ledbetter (5) | Reporte Pts Reb Asts | Estadísticas (35) Anthony Young (16) Akia Pruitt (11) Joshua Webster | Pabellón: Lobo Dome Árbitros: R. Rodea E. Franco O. Tirado |  |

| 20 de mayo, 18:00 | Venados de Mazatlán                                                        | 82–75                | Zonkeys de Tijuana                                                    | Mazatlán, Sinaloa                                               |  |
|                   | Parciales: 25-19, 25-10, 15-18, 17-28                                      |                      |                                                                       |                                                                 |  |
|                   | Estadísticas Alex Williams (19) Alonzo Stafford Jr (7) Vincent Boumann (4) | Reporte Pts Reb Asts | Estadísticas (20) Gabriel McGray (11) Anthony Young (5) Anthony Young | Pabellón: Lobo Dome Árbitros: K. Domínguez G. Ramírez R. García |  |

| 23 de mayo, 20:00 | Zonkeys de Tijuana                                                   | 87–82                | Venados de Mazatlán                                                    | Tijuana, Baja California                                                         |  |
|                   | Parciales: 21-25, 13-16, 32-17, 21-24                                |                      |                                                                        |                                                                                  |  |
|                   | Estadísticas Anthony Young (26) Akia Pruitt (14) Joshua Webster (10) | Reporte Pts Reb Asts | Estadísticas (23) Jeff Ledbetter (10) Alex Williams (5) Jeff Ledbetter | Pabellón: Auditorio Academia Zonkeys Árbitros: V. Sánchez E. Franco A. Hernández |  |

| 24 de mayo, 20:00 | Zonkeys de Tijuana                                                  | 108–82               | Venados de Mazatlán                                                          | Tijuana, Baja California             |  |
|                   | Parciales: 33-12, 26-29, 27-21, 22-20                               |                      |                                                                              |                                      |  |
|                   | Estadísticas Akia Pruitt (24) Édgar Garibay (11) Joshua Webster (8) | Reporte Pts Reb Asts | Estadísticas (17) Alex Williams (11) Vincent Boumann (5) Charles Strowbridge | Pabellón: Auditorio Academia Zonkeys |  |

| 26 de mayo, 20:00 | Zonkeys de Tijuana                                                    | 95–82                | Venados de Mazatlán                                                            | Tijuana, Baja California                                                     |  |
|                   | Parciales: 27-18, 25-20, 19-23, 24-21                                 |                      |                                                                                |                                                                              |  |
|                   | Estadísticas Anthony Young (21) Anthony Young (7) Joshua Webster (10) | Reporte Pts Reb Asts | Estadísticas (25) Alex Williams (9) Alonzo Stafford Jr (4) Charles Strowbridge | Pabellón: Auditorio Academia Zonkeys Árbitros: R. Rodea P. Salgado R. Leaños |  |

#### Semifinales

##### (1)Rayos de Hermosillovs. (5)Zonkeys de Tijuana
| 2 de junio, 20:00 | Rayos de Hermosillo                                                   | 73–64                | Zonkeys de Tijuana                                                    | Hermosillo, Sonora                                                |  |
|                   | Parciales: 18-24, 18-3, 18-16, 19-21                                  |                      |                                                                       |                                                                   |  |
|                   | Estadísticas Terrence Drisdom (20) Aaron Wheeler (18) Jimond Ivey (4) | Reporte Pts Reb Asts | Estadísticas (16) Anthony Young (8) Édgar Garibay (5) William Spencer | Pabellón: Arena Sonora Árbitros: R. Rodea L. Salazar A. Hernández |  |

| 3 de junio, 20:00 | Rayos de Hermosillo                                                                   | 76–68                | Zonkeys de Tijuana                                                | Hermosillo, Sonora                                               |  |
|                   | Parciales: 14-16, 31-11, 16-16, 15-25                                                 |                      |                                                                   |                                                                  |  |
|                   | Estadísticas Terrence Drisdom (25) T. Brown-Soares, A. Wheeler (11) Aaron Wheeler (2) | Reporte Pts Reb Asts | Estadísticas (20) Akia Pruitt (13) Akia Pruitt (4) Joshua Webster | Pabellón: Arena Sonora Árbitros: V. Torres F. Valenzuela A. Peña |  |

| 6 de junio, 19:30 | Zonkeys de Tijuana                                                               | 86–82                | Rayos de Hermosillo                                               | Tijuana, Baja California                                                      |  |
|                   | Parciales: 21-29, 15-18, 25-16, 25-19                                            |                      |                                                                   |                                                                               |  |
|                   | Estadísticas William Spencer (30) J. Webster, W. Spencer (7) William Spencer (8) | Reporte Pts Reb Asts | Estadísticas (27) Jimond Ivey (7) Aaron Wheeler (5) Nojel Eastern | Pabellón: Auditorio Academia Zonkeys Árbitros: R. Rodea A. Sánchez L. Salazar |  |

| 7 de junio, 19:30 | Zonkeys de Tijuana                                                   | 72–96                | Rayos de Hermosillo                                                | Tijuana, Baja California                                                        |  |
|                   | Parciales: 15-28, 24-24, 14-25, 19-19                                |                      |                                                                    |                                                                                 |  |
|                   | Estadísticas Joshua Webster (19) Akia Pruitt (10) Joshua Webster (6) | Reporte Pts Reb Asts | Estadísticas (25) Aaron Wheeler (10) Aaron Wheeler (7) Jimond Ivey | Pabellón: Auditorio Academia Zonkeys Árbitros: K. Domínguez V. Torres R. García |  |

| 9 de junio, 19:30 | Zonkeys de Tijuana                                                       | 86–69                | Rayos de Hermosillo                                              | Tijuana, Baja California                                                     |  |
|                   | Parciales: 25-20, 19-12, 23-16, 19-21                                    |                      |                                                                  |                                                                              |  |
|                   | Estadísticas Idris Alvarado (19) William Spencer (9) William Spencer (7) | Reporte Pts Reb Asts | Estadísticas (20) Jimond Ivey (10) Davion Warren (5) Jimond Ivey | Pabellón: Auditorio Academia Zonkeys Árbitros: R. Rodea V. Torres P. Salgado |  |

| 12 de junio, 20:00 | Rayos de Hermosillo                                                         | 75–61                | Zonkeys de Tijuana                                                     | Hermosillo, Sonora               |  |
|                    | Parciales: 13-17, 14-17, 18-14, 30-13                                       |                      |                                                                        |                                  |  |
|                    | Estadísticas Terrence Drisdom (19) J. Ivey, T. Drisdom (10) Jimond Ivey (4) | Reporte Pts Reb Asts | Estadísticas (20) Joshua Webster (8) Edgar Garibay (4) William Spencer | Pabellón: Arena Sonora Árbitros: |  |

##### (2)Astros de Jaliscovs. (3)Caballeros de Culiacán
| 2 de junio, 20:00 | Astros de Jalisco                                                     | 101–96 TE            | Caballeros de Culiacán                                                      | Guadalajara, Jalisco                                            |  |
|                   | Parciales: 20-22, 19-21, 23-25, 23-17 (T.E.: 16-11)                   |                      |                                                                             |                                                                 |  |
|                   | Estadísticas Aaron Valdes (33) Chaqwan Whaley (11) Shamorie Ponds (6) | Reporte Pts Reb Asts | Estadísticas (34) Michael Jackson (9) Jhonny Hughes III (4) Marcus Terrance | Pabellón: Arena Astros Árbitros: A. Sánchez A. López P. Salgado |  |

| 3 de junio, 20:00 | Astros de Jalisco                                                         | 91–98                | Caballeros de Culiacán                                                          | Guadalajara, Jalisco                                               |  |
|                   | Parciales: 19-23, 18-24, 27-22, 27-29                                     |                      |                                                                                 |                                                                    |  |
|                   | Estadísticas Jordan Loveridge (20) Chaqwan Whaley (7) Jerime Anderson (7) | Reporte Pts Reb Asts | Estadísticas (18) Jhonny Hughes III (9) Jarron Cumberland (5) Jarron Cumberland | Pabellón: Arena Astros Árbitros: K. Domínguez G. Ramírez R. García |  |

| 6 de junio, 20:00 | Caballeros de Culiacán                                                                               | 79–106               | Astros de Jalisco                                                      | Culiacán, Sinaloa                                                                 |  |
|                   | Parciales: 16-19, 26-32, 16-21, 21-34                                                                |                      |                                                                        |                                                                                   |  |
|                   | Estadísticas Teyvion Kirk (29) Jhonny Hughes III (9) M. Jackson Wright, J. Hughes III, D. Hunter (2) | Reporte Pts Reb Asts | Estadísticas (23) Shamorie Ponds (10) LaGerald Vick (8) Shamorie Ponds | Pabellón: Polideportivo Juan S Millán Árbitros: V. Torres F. Valenzuela O. Tirado |  |

| 7 de junio, 20:00 | Caballeros de Culiacán                                                           | 77–94                | Astros de Jalisco                                                      | Culiacán, Sinaloa                                                            |  |
|                   | Parciales: 16-16, 9-34, 18-19, 34- 25                                            |                      |                                                                        |                                                                              |  |
|                   | Estadísticas Jarron Cumberland (28) Jhonny Hughes III (12) Jarron Cumberland (4) | Reporte Pts Reb Asts | Estadísticas (21) Shamorie Ponds (11) Chaqwan Whaley (5) LaGerald Vick | Pabellón: Polideportivo Juan S Millán Árbitros: L. Salazar A. Peña E. Franco |  |

| 9 de junio, 20:00 | Caballeros de Culiacán                                                                | 82–87                | Astros de Jalisco                                                           | Culiacán, Sinaloa                                                                     |  |
|                   | Parciales: 21-13, 23-25, 16-25, 22-24                                                 |                      |                                                                             |                                                                                       |  |
|                   | Estadísticas Jhonny Hughes III (21) Jhonny Hughes III (13) T. Kirk, J. Cumberland (3) | Reporte Pts Reb Asts | Estadísticas (21) Shamorie Ponds (8) S. Ponds, C. Whaley (6) Shamorie Ponds | Pabellón: Polideportivo Juan S Millán Árbitros: K. Domínguez A. Sánchez F. Valenzuela |  |

#### Final

##### (1)Rayos de Hermosillovs. (2)Astros de Jalisco
| 16 de junio, 20:15 | Rayos de Hermosillo                                                  | 109–114              | Astros de Jalisco                                                         | Hermosillo, Sonora                                              |  |
|                    | Parciales: 26-19, 9-19, 29-30, 31-27 (T.E.: 14-19)                   |                      |                                                                           |                                                                 |  |
|                    | Estadísticas Jimond Ivey (33) Terrence Drisdom (9) Davion Warren (8) | Reporte Pts Reb Asts | Estadísticas (34) Shamorie Ponds (13) Chaqwan Whaley (10) Jerime Anderson | Pabellón: Arena Sonora Árbitros: V. Torres L. Salazar E. Franco |  |

| 17 de junio, 20:15 | Rayos de Hermosillo                                                      | 94–87                | Astros de Jalisco                                                       | Hermosillo, Sonora                                              |  |
|                    | Parciales: 20-19, 23-27, 28-25, 23-16                                    |                      |                                                                         |                                                                 |  |
|                    | Estadísticas Terrence Drisdom (31) Terrence Drisdom (13) Jabari Bird (4) | Reporte Pts Reb Asts | Estadísticas (24) LaGerald Vick (8) Jordan Loveridge (7) Shamorie Ponds | Pabellón: Arena Sonora Árbitros: R. Rodea A. Sánchez P. Salgado |  |

| 20 de junio, 20:15 | Astros de Jalisco                                                      | 104–102              | Rayos de Hermosillo                                                   | Guadalajara, Jalisco                                             |  |
|                    | Parciales: 24-21, 25-23, 25-32, 30-26                                  |                      |                                                                       |                                                                  |  |
|                    | Estadísticas LaGerald Vick (33) LaGerald Vick (8) Jordan Loveridge (5) | Reporte Pts Reb Asts | Estadísticas (25) Davion Warren (10) Jabari Bird (5) Terrence Drisdom | Pabellón: Arena Astros Árbitros: V. Torres H. Salinas L. Salazar |  |

| 21 de junio, 20:15 | Astros de Jalisco                                                          | 82–100               | Rayos de Hermosillo                                               | Guadalajara, Jalisco                                               |  |
|                    | Parciales: 13-18, 13-29, 25-32, 31-21                                      |                      |                                                                   |                                                                    |  |
|                    | Estadísticas Jordan Loveridge (16) Karim Rodríguez (5) Jerime Anderson (4) | Reporte Pts Reb Asts | Estadísticas (22) Jimond Ivey (8) Aaron Wheeler (5) Davion Warren | Pabellón: Arena Astros Árbitros: R. Rodea A. Sánchez F. Valenzuela |  |

| 23 de junio, 20:15 | Astros de Jalisco                                                               | 100–93               | Rayos de Hermosillo                                              | Guadalajara, Jalisco                                             |  |
|                    | Parciales: 22-21, 18-27, 28-22, 32-23                                           |                      |                                                                  |                                                                  |  |
|                    | Estadísticas C. Whaley, J. Loveridge (23) Chaqwan Whaley (13) LaGerald Vick (6) | Reporte Pts Reb Asts | Estadísticas (38) Jimond Ivey (11) Jabari Bird (4) Aaron Wheeler | Pabellón: Arena Astros Árbitros: V. Torres A. Sánchez I. Salgado |  |

| 26 de junio, 20:15 | Rayos de Hermosillo                                              | 86–93                | Astros de Jalisco                                                            | Hermosillo, Sonora                                              |  |
|                    | Parciales: 17-20, 24-21, 22-29, 23-23                            |                      |                                                                              |                                                                 |  |
|                    | Estadísticas Jimond Ivey (27) Aaron Wheeler (11) Jimond Ivey (6) | Reporte Pts Reb Asts | Estadísticas (24) Shamorie Ponds (6) LaGerald Vick (6) J. Anderson, S. Ponds | Pabellón: Arena Sonora Árbitros: R. Rodea L. Salazar H. Salinas |  |

### Juego de Estrellas
El Juego de Estrellas 2023 se llevó a cabo en Tijuana en casa de los Zonkeys, el fin de semana del 21 y 22 de abril.
La Zona Sur se llevó la victoria, al quedar el marcador 90 puntos a 85. El MVP del partido fue Karim Rodríguez, elemento de Astros de Jalisco, el cual anotó 17 puntos.
Antes del partido se llevó a cabo la competencia de “Tiros de 3 Puntos”, en el que participaron Juan Contreras de Caballeros de Culiacán, Karim Rodríguez de Astros de Jalisco, Antwon Lillard de Ostioneros de Guaymas, Jake Felton de Venados de Mazatlán, Lagerald Vick de Astros de Jalisco, Jordan Stevens de Pioneros de Mochis, Bryan Rivera de Ostioneros de Guaymas, Dayton Jennings de Ostioneros de guaymas, Joshua Webster de Zonkeys de Tijuana y por último Bo Spencer de los locales, Zonkeys de Tijuana que resultó ser el ganador.
En el medio tiempo se realizó el “Concurso de Clavadas” donde participaron Lagerald Vick de Astros de Jalisco, Quintín Alexander de Pioneros de Mochis, Gabriel McGray de Zonkeys de Tijuana y el ganadorJames Whitt de Halcones de Ciudad Obregón.

#### Equipos
| Nombre                                 | Equipo     | Pos |
| -------------------------------------- | ---------- | --- |
| 17 Carlos Zesati                       | Pioneros   | SF  |
| 23 Jordan Stevens                      | Pioneros   | PG  |
| 44 Quintin Alexander                   | Pioneros   | PF  |
| 7 Juan Contreras                       | Caballeros | SG  |
| 8 Michael Jackson                      | Caballeros | SF  |
| 11 Jhonny Hughes III                   | Caballeros | SF  |
| 34 Pedro Márquez (J)                   | Venados    | SG  |
| 15 Vincent Boumann                     | Venados    | C   |
| 5 Jalek Felton                         | Venados    | SF  |
| 0 Karim Rodríguez                      | Astros     | SG  |
| 1 LaGerald Vick                        | Astros     | SF  |
| 10 Decensae White                      | Astros     | PF  |
| Entrenador: Ariel Rearte (Astros)      |            |     |
| Asistente: Mario Andriolo (Caballeros) |            |     |

| Nombre                                | Equipo     | Pos |
| ------------------------------------- | ---------- | --- |
| 14 Osmark López (J)                   | Zonkeys    | PG  |
| 55 William Spencer                    | Zonkeys    | PG  |
| 11 Joshua Webster                     | Zonkeys    | SG  |
| 15 Jorge Camacho                      | Rayos      | PF  |
| 20 Nojel Eastern                      | Rayos      | SF  |
| 7 Terrel Brown                        | Rayos      | C   |
| 30 Bryan Rivera                       | Ostioneros | SG  |
| 1 Antwon Lillard                      | Ostioneros | SF  |
| 10 Daytone Jennings                   | Ostioneros | C   |
| 17 Alejandro Reyna                    | Halcones   | C   |
| 33 James Whitt                        | Halcones   | SG  |
| 5 Justin Everett                      | Halcones   | SF  |
| Entrenador: Walter McCarthy (Rayos)   |            |     |
| Asistente: Claudio Arrigoni (Zonkeys) |            |     |

 =  Cuenta con nacionalidad mexicana. 
(J) =  Juvenil. 

### Líderes

#### Puntos
| Jugador                   | Equipo                     | Promedio |
| ------------------------- | -------------------------- | -------- |
| Jordan Alex Stevens Adam  | Pioneros de Los Mochis     | 26.4     |
| James Arthur Whitt Jr.    | Halcones de Ciudad Obregón | 21.9     |
| Michael Jackson Wright    | Caballeros de Culiacán     | 21.4     |
| Jimond Ivey               | Rayos de Hermosillo        | 20.9     |
| Jordan Devaughn Loveridge | Astros de Jalisco          | 18.4     |

#### Rebotes
| Jugador                          | Equipo                 | Promedio |
| -------------------------------- | ---------------------- | -------- |
| Quintin Immanuel Kwame Alexander | Pioneros de Los Mochis | 10.4     |
| Akia Dwayne Pruitt               | Zonkeys de Tijuana     | 9.1      |
| Vincent Patrick Boumann          | Venados de Mazatlán    | 7.7      |
| Jhonny Hughes III                | Caballeros de Culiacán | 7.2      |
| Terrel Brown-Soares              | Rayos de Hermosillo    | 6.9      |

#### Asistencias
| Jugador                        | Equipo                     | Promedio |
| ------------------------------ | -------------------------- | -------- |
| Joshua Webster Hanks           | Zonkeys de Tijuana         | 6.5      |
| James Arthur Whitt Jr.         | Halcones de Ciudad Obregón | 4.8      |
| Jimond Ivey                    | Rayos de Hermosillo        | 4.7      |
| Jordan Alex Stevens Adam       | Pioneros de Los Mochis     | 4.6      |
| Karim Scott Rodríguez Carrasco | Astros de Jalisco          | 4.5      |

#### Robos
| Jugador                | Equipo                 | Promedio |
| ---------------------- | ---------------------- | -------- |
| Michael Jackson Wright | Caballeros de Culiacán | 2.3      |
| Shamorie Saequan Ponds | Astros de Jalisco      | 2.0      |
| Joshua Webster Hanks   | Zonkeys de Tijuana     | 1.7      |
| Markel Keyon Crawford  | Caballeros de Culiacán | 1.6      |

#### Bloqueos
| Jugador               | Equipo                 | Promedio |
| --------------------- | ---------------------- | -------- |
| Terrel Brown-Soares   | Rayos de Hermosillo    | 1.9      |
| Aaron Michael Wheeler | Rayos de Hermosillo    | 1.1      |
| Akia Dwayne Pruitt    | Zonkeys de Tijuana     | 1.0      |
| Jhonny Hughes III     | Caballeros de Culiacán | 0.6      |
| Joshua Webster        | Zonkeys de Tijuana     | 0.6      |

 =  Cuenta con nacionalidad mexicana. 
- Fuente: Líderes;

Actualizado al 13 de mayo de 2023.

### Premios

#### Designaciones
| Designación    | Ganador                                                                             |
| -------------- | ----------------------------------------------------------------------------------- |
| Novato del Año | Osmark López González (Zonkyes de Tijuana) 92 PTS, 24 3P, 36.6% TC, 45 PJ, 452 MINS |
| MVP            | () PTS, REB, AST                                                                    |
| MVP Final      | Shamorie Saequan Ponds (Astros de Jalisco) 24 PTS, 3 REB, 6 AST                     |

 =  Cuenta con nacionalidad mexicana. 
| Posición | 5 Ideal                                       | Segundo equipo                                            | 5 Ideal Mexicano                                      |
| -------- | --------------------------------------------- | --------------------------------------------------------- | ----------------------------------------------------- |
| PG       | Shamorie Saequan Ponds (Astros de Jalisco)    | Terrence Drisdom (Rayos de Hermosillo)                    | Juan Ángel Contreras Muro (Caballeros de Culiacán)    |
| SG       | Jimond Ivey (Rayos de Hermosillo)             | Michael Jackson Wright (Caballeros de Culiacán)           | Moisés Emilio Andriassi Quintana (Astros de Jalisco)  |
| SF       | LaGerald Montrell Vick (Astros de Jalisco)    | Anthony Robert Young (Zonkeys de Tijuana)                 | José Carlos Zesati Espinoza (Pioneros de Los Mochis)  |
| PF       | Jordan Devaughn Loveridge (Astros de Jalisco) | Quintin Immanuel Kwame Alexander (Pioneros de Los Mochis) | Jorge Manuel Camacho Federico (Rayos de Hermosillo)   |
| C        | Vincent Patrick Boumann (Venados de Mazatlán) | Terrel Brown-Soares (Rayos de Hermosillo)                 | Alejandro Reyna Martínez (Halcones de Ciudad Obregón) |

 =  Cuenta con nacionalidad mexicana. 